# Oberderdingen
Oberderdingen là một xã thuộc huyện Karlsruhe, ở Baden-Württemberg, Đức. Đô thị này có diện tích 33,57 km², dân số thời điểm 31 tháng 12 năm 2006 là 10.500 người. Đô thị này có cự ly 30 km về phía đông Karlsruhe, 32 km về phía tây Heilbronn.